# Roxane Gay

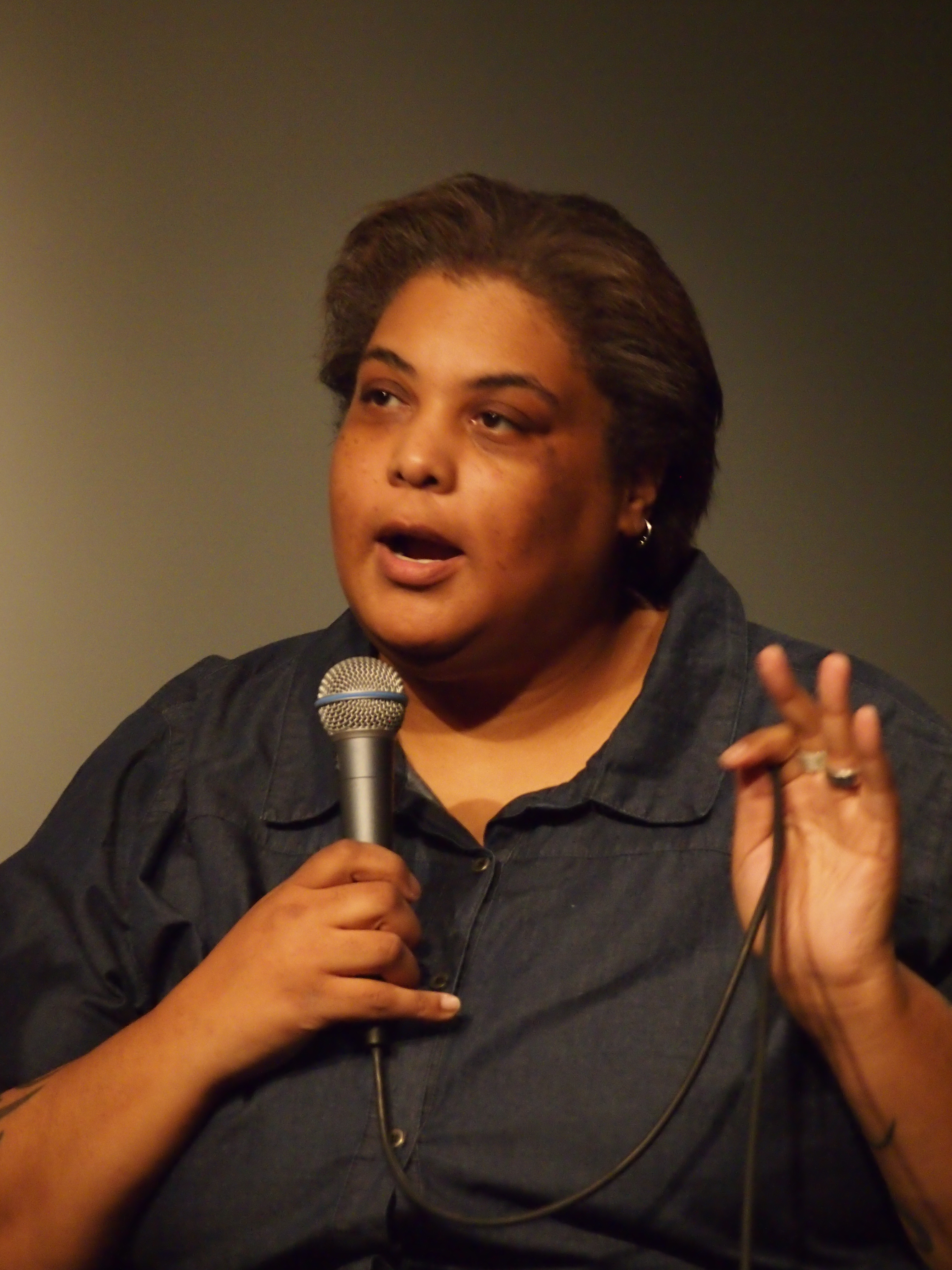
Roxane Gay (2014)

Roxane Gay (* 15. Oktober 1974 in Omaha, Nebraska, USA) ist eine US-amerikanische Autorin, Herausgeberin und Englischprofessorin haitianischer Abstammung.

## Leben
Roxane Gay begann ihr Studium zunächst an der Yale University, gab ihr Studium im dritten Jahr jedoch vorläufig auf, um für eine Beziehung nach Arizona zu ziehen. Schließlich nahm sie ihr Studium wieder auf und schloss es mit einem Abschluss in Kreativem Schreiben an der University of Nebraska-Lincoln ab. Im Anschluss promovierte sie an der Michigan Technological University. Nach Abschluss ihrer Promotion 2010 lehrte Gay zunächst bis 2014 als Aushilfsprofessorin Englisch an der Eastern Illinois University. Von 2014 bis 2018 unterrichtete sie Kreatives Schreiben an der Purdue University in Indiana. Im Sommersemester 2018 arbeitete Gay als Gastprofessorin an der Yale University.
Zusätzlich zu ihrer Karriere als Englischprofessorin arbeitet Gay als Autorin von Kurzgeschichten, Romanen und Essays, die jeweils in Buchform veröffentlicht wurden. Größere Bekanntheit im englischsprachigen Raum erlangte sie erstmals 2014 mit der Veröffentlichung einer Sammlung von Essays unter dem Titel Bad Feminist, die ein Bestseller auf der Liste der New York Times wurde. Gay ist zudem Herausgeberin von Anthologien und Kommentatorin in Zeitungen wie dem Guardian und der New York Times. Sie war außerdem als erste Schwarze Frau in einer entsprechenden Rolle Hauptautorin für die Marvel-Reihe Black Panther: World of Wakanda, die allerdings nach sechs Ausgaben abgesetzt wurde. 2020 verkörperte sich Gay in einer Episode der Fernsehserie The L Word: Generation Q in einem Cameo-Auftritt selbst.
Themen ihres Werks sind Popkultur, Feminismus, Abstammung, sexualisierte Gewalt, Gewicht, gewichtsbezogene Stigmatisierung und der weibliche Körper.
Seit 2020 ist Gay mit der US-amerikanischen Schriftstellerin Debbie Millman verheiratet. Eine Cousine von ihr ist die Politikwissenschaftlerin Claudine Gay.

## Auszeichnungen
- 2015: Pen Center USA Freedom to Write Award
- 2016: Paul Engle Prize
- 2018: Eisner Award in der Kategorie Beste abgeschlossene Serie für Black Panther: World of Wakanda zusammen mit Ta-Nehisi Coates und Alitha E. Martinez[14]
- 2018: Guggenheim Fellowship for Creative Arts in General Nonfiction
- 2018: Lambda Literary Award in der Kategorie Bisexual Nonfiction für Hunger[15]
- 2019: Nominiert für den Lambda Literary Award in der Kategorie LGBTQ Anthology—Nonfiction für ihre Anthologie Not That Bad: Dispatches from Rape Culture[16]
- 2019: Aufnahme in die Anthologie New Daughters of Africa von Margaret Busby

## Veröffentlichungen (Auswahl)
- Ayiti. Artistically Declined Press, New York/Oregon 2011, ISBN 978-1-4507-7671-4.
- Bad Feminist. Harper Perennial, New York 2014, ISBN 978-0-06-228272-9.
  - Bad Feminist. Essays. Übersetzung ins Deutsche von Anne Spielmann. btb Verlag, München 2019, ISBN 978-3-442-71781-1.
- An Untamed State. Black Cat/Grove Atlantic, New York 2014, ISBN 978-0-8021-2251-3.
- Hunger: A Memoir of (My) Body. Harper, New York 2017, ISBN 978-0-06-236259-9.
  - HUNGER: Die Geschichte meines Körpers. Übersetzung ins Deutsche von Anne Spielmann. btb Verlag, München 2019, ISBN 978-3-442-75814-2.
- Difficult Women. Grove Atlantic, New York 2017, ISBN 978-0-8021-2539-2.
  - Schwierige Frauen. Stories. Übersetzung ins Deutsche von Anne Spielmann. btb Verlag, München 2021, ISBN 978-3-442-75916-3.
- Not That Bad: Dispatches from Rape Culture. Harper Perennial, New York 2018, ISBN 978-0-06-241351-2.